# Shunsuke Maeda
Shunsuke Maeda (前田 俊介 Maeda Shunsuke?, nacido el 9 de junio de 1986 en Nara) es un futbolista japonés que se desempeña como delantero.

## Trayectoria

### Clubes
| Club                | País  | Año         |
| ------------------- | ----- | ----------- |
| Sanfrecce Hiroshima | Japón | 2004 - 2007 |
| Oita Trinita        | Japón | 2007 - 2011 |
| FC Tokyo            | Japón | 2010        |
| Consadole Sapporo   | Japón | 2012 - 2015 |
| Gainare Tottori     | Japón | 2016 - 2017 |

## Estadística de carrera

### J. League
| Club                | Año   | J. League | J. League | Copa J. League | Copa J. League | Total | Total |
| Club                | Año   | Part.     | Goles     | Part.          | Goles          | Part. | Goles |
| ------------------- | ----- | --------- | --------- | -------------- | -------------- | ----- | ----- |
| Sanfrecce Hiroshima | 2004  | 11        | 1         | 2              | 0              | 13    | 1     |
| Sanfrecce Hiroshima | 2005  | 26        | 5         | 1              | 0              | 27    | 5     |
| Sanfrecce Hiroshima | 2006  | 8         | 1         | 1              | 0              | 9     | 1     |
| Sanfrecce Hiroshima | 2007  | 0         | 0         | 0              | 0              | 0     | 0     |
| Oita Trinita        | 2007  | 10        | 1         | 0              | 0              | 10    | 1     |
| Oita Trinita        | 2008  | 15        | 2         | 6              | 1              | 21    | 3     |
| Oita Trinita        | 2009  | 8         | 0         | 4              | 2              | 12    | 2     |
| Oita Trinita        | 2010  | 11        | 0         | -              | -              | 11    | 0     |
| FC Tokyo            | 2010  | 6         | 0         | 0              | 0              | 6     | 0     |
| Oita Trinita        | 2011  | 30        | 8         | -              | -              | 30    | 8     |
| Consadole Sapporo   | 2012  | 14        | 1         | 2              | 1              | 16    | 2     |
| Consadole Sapporo   | 2013  | 36        | 4         | -              | -              | 36    | 4     |
| Consadole Sapporo   | 2014  | 31        | 4         | -              | -              | 31    | 4     |
| Consadole Sapporo   | 2015  | 8         | 0         | -              | -              | 8     | 0     |
| Gainare Tottori     | 2016  | 16        | 1         | -              | -              | 16    | 1     |
| Gainare Tottori     | 2017  | 25        | 4         | -              | -              | 25    | 4     |
| Total               | Total | 255       | 32        | 16             | 4              | 271   | 36    |